# Gleadovia ruborum
Gleadovia ruborum är en snyltrotsväxtart som beskrevs av James Sykes Gamble och Prain. Gleadovia ruborum ingår i släktet Gleadovia och familjen snyltrotsväxter. Inga underarter finns listade i Catalogue of Life.